# Velká Británie na Letních olympijských hrách 1908
Velkou Británii na Letních olympijských hrách v roce 1908 v Londýně reprezentovalo 735 sportovců (696 mužů a 39 žen) ve 24 sportovních odvětvích.

## Medailová umístění
| Medaile | Jméno | Sport                | Disciplína                                                  |
| ------- | --- | -------------------- | ----------------------------------------------------------- |
| Zlato   | William Dod | Lukostřelba          | Muži York Round (100 - 80 - 60 yardů)                       |
| Zlato   | Queenie Newallová | Lukostřelba          | Ženy National Round (60 - 50 yardů)                         |
| Zlato   | Wyndham Halswelle | Atletika             | Muži běh na 400 m                                           |
| Zlato   | Emil Voigt | Atletika             | Muži 5 mil                                                  |
| Zlato   | Arthur Russell | Atletika             | Muži 3 200 m steeplechase                                   |
| Zlato   | William Coales Joe Deakin Archie Robertson | Atletika             | Družstvo mužů 3 mile                                        |
| Zlato   | George Larner | Atletika             | Muži chůze 3,5 km                                           |
| Zlato   | George Larner | Atletika             | Muži chůze 10 mil                                           |
| Zlato   | Timothy Ahearne | Atletika             | Muži trojskok                                               |
| Zlato   | Henry Thomas | Box                  | Muži váha bantamová do 52,6 kg                              |
| Zlato   | Richard Gunn | Box                  | Muži pérová váha do 57,2 kg                                 |
| Zlato   | Frederick Grace | Box                  | Muži lehká váha do 63,5 kg                                  |
| Zlato   | Johnny Douglas | Box                  | Muži váha střední do 71,7 kg                                |
| Zlato   | Albert Oldman | Box                  | Muži váha těžká nad 71,7 kg                                 |
| Zlato   | Victor Johnson | Cyklistika           | Muži 660 yardů                                              |
| Zlato   | Benjamin Jones | Cyklistika           | Muži 5000 m                                                 |
| Zlato   | Clarence Kingsbury | Cyklistika           | Muži 20 km                                                  |
| Zlato   | Charles Henry Bartlett | Cyklistika           | Muži 100 km                                                 |
| Zlato   | Benjamin Jones Clarence Kingsbury Leonard Meredith Ernest Payne | Cyklistika           | Družstvo mužů stíhací závod                                 |
| Zlato   | Madge Syersová | Krasobruslení        | Ženy jednotlivkyně                                          |
| Zlato   | Horace Bailey George Barlow Albert Bell Arthur Berry Ronald Brebner Frederick Chapman Walter Corbett W. Crabtree Walter Daffern Harold Hardman Robert Hawkes Kenneth Hunt Thomas Porter Clyde Purnell Albert Scothern Herbert Smith Harold Stapley Vivian Woodward | Fotbal               | Turnaj mužů                                                 |
| Zlato   | Louis Baillon Harry Freeman Eric Green Gerald Logan Alan Noble Edgar Page Reggie Pridmore Percy Rees John Yate Robinson Stanley Shoveller Harvey Wood | Pozemní hokej        | Turnaj mužů                                                 |
| Zlato   | Charles Darley Miller George Arthur Miller Patteson Womersley Nickalls Herbert Haydon Wilson | Pólo                 | Turnaj mužů                                                 |
| Zlato   | Evan Noel | Rackets              | Muži dvouhra                                                |
| Zlato   | John Jacob Astor Vane Pennell | Rackets              | Muži čtyřhra                                                |
| Zlato   | Harry Blackstaffe | Veslování            | Muži skif                                                   |
| Zlato   | John Fenning Gordon Thomson | Veslování            | Muži dvojka bez kormidelníka                                |
| Zlato   | Collier Cudmore James Angus Gillan Duncan Mackinnon John Somers-Smith | Veslování            | Muži čtyřka bez kormidelníka                                |
| Zlato   | Henry Bucknall Charles Burnell Raymond Etherington-Smith Albert Gladstone Banner Johnstone Frederick Septimus Kelly Gilchrist Maclagan Guy Nickalls Ronald Sanderson                                                                                               | Veslování            | Muži osmiveslice                                            |
| Zlato   | Charles Crichton Gilbert Laws Thomas McMeekin | Jachting             | Třída 6 m                                                   |
| Zlato   | Norman Bingley Richard Dixon Charles Rivett-Carnac Frances Rivett-Carnac | Jachting             | Třída 7 m                                                   |
| Zlato   | Charles Campbell Blair Cochrane John Rhodes Henry Sutton Arthur Wood | Jachting             | Třída 8 m                                                   |
| Zlato   | John Aspin John Buchanan James Bunten Arthur Downes John Downes David Dunlop Thomas Glen-Coats John Mackenzie Albert Martin Gerald Tait | Jachting             | Třída 12 m                                                  |
| Zlato   | Joshua Millner | Sportovní střelba    | Muži 1000 yardů puška                                       |
| Zlato   | Arthur Carnell | Sportovní střelba    | Muži 50 yardů + 100 yardů puška, stojící cíl                |
| Zlato   | John Fleming | Sportovní střelba    | Muži 25 yardů puška, pohybující se cíl                      |
| Zlato   | William Styles | Sportovní střelba    | Muži 25 yardů puška, mizející cíl                           |
| Zlato   | Edward Amoore Harold Humby Maurice Matthews William Pimm | Sportovní střelba    | Družstvo mužů 50 metrů puška                                |
| Zlato   | Peter Easte Alexander Maunder Frank Moore Charles Palmer James Pike John Postans | Sportovní střelba    | Družstvo mužů trap                                          |
| Zlato   | Henry Taylor | Plavání              | Muži 400 m volný způsob                                     |
| Zlato   | Henry Taylor | Plavání              | Muži 1500 m volný způsob                                    |
| Zlato   | Frederick Holman | Plavání              | Muži 200 m prsa                                             |
| Zlato   | John Derbyshire William Foster Paul Radmilovic Henry Taylor | Plavání              | Muži štafeta 4 x 200 m volný způsob                         |
| Zlato   | Josiah Ritchie | Tenis                | Muži dvouhra                                                |
| Zlato   | Reginald Doherty George Hillyard | Tenis                | Muži čtyřhra                                                |
| Zlato   | Arthur Gore | Tenis                | Muži dvouhra v hale                                         |
| Zlato   | Arthur Gore Herbert Roper Barrett | Tenis                | Mužská čtyřhra v hale                                       |
| Zlato   | Dorothea Chambersová | Tenis                | Ženy dvouhra                                                |
| Zlato   | Gwendoline Eastlakeová-Smithová | Tenis                | Ženská dvouhra v hale                                       |
| Zlato   | Edward Barrett John Duke Frederick Goodfellow Frederick Humphreys William Hirons Albert Ireton Frederick Merriman Edwin Mills John James Shepherd | Přetahování lanem    | Muži                                                        |
| Zlato   | John Field-Richards Bernard Boverton Redwood Isaac Thomas Thornycroft | Vodní motorismus     | Třída B                                                     |
| Zlato   | John Field-Richards Bernard Boverton Redwood Isaac Thomas Thornycroft | Vodní motorismus     | Třída C                                                     |
| Zlato   | George Cornet Charles Forsyth George Nevinson Paul Radmilovic Charles Sydney Smith Thomas Thould George Wilkinson | Vodní pólo           | Turnaj mužů                                                 |
| Zlato   | George de Relwyskow | Zápas                | Muži volný způsob                                           |
| Zlato   | Stanley Bacon | Zápas                | Muži volný způsob                                           |
| Zlato   | Con O'Kelly | Zápas                | Muži volný způsob                                           |
| Stříbro | Reginald Brooks-King | Lukostřelba          | Muži York Round (100 - 80 - 60 yardů)                       |
| Stříbro | Lottie Dodová | Lukostřelba          | Ženy National Round (60 - 50 yardů)                         |
| Stříbro | Harold A. Wilson | Atletika             | Muži běh na 1500 m                                          |
| Stříbro | Edward Owen | Atletika             | Muži 5 mil                                                  |
| Stříbro | Archie Robertson | Atletika             | Muži 3 200 m steeplechase                                   |
| Stříbro | Ernest Webb | Atletika             | Muži chůze 3,5 km                                           |
| Stříbro | Ernest Webb | Atletika             | Muži chůze 10 mil                                           |
| Stříbro | Con Leahy | Atletika             | Muži skok vysoký                                            |
| Stříbro | Denis Horgan | Atletika             | Muži vrh koulí                                              |
| Stříbro | John Condon | Box                  | Muži váha bantamová do 52,6 kg                              |
| Stříbro | Charles Morris | Box                  | Muži pérová váha do 57,2 kg                                 |
| Stříbro | Frederick Spiller | Box                  | Muži lehká váha do 63,5 kg                                  |
| Stříbro | Sydney Evans | Box                  | Muži váha těžká nad 71,7 kg                                 |
| Stříbro | Benjamin Jones | Cyklistika           | Muži 20 km                                                  |
| Stříbro | Charles Denny | Cyklistika           | Muži 100 km                                                 |
| Stříbro | Frederick Hamlin Thomas Johnson | Cyklistika           | Muži tandem                                                 |
| Stříbro | Leaf Daniell Cecil Haig Martin Holt Robert Montgomerie | Šerm                 | Družstvo mužů kord                                          |
| Stříbro | Arthur Cumming | Krasobruslení        | Muži speciální figury                                       |
| Stříbro | James H. Johnson Phyllis Johnson | Krasobruslení        | Sportovní dvojice                                           |
| Stříbro | Walter Tysall | Sportovní gymnastika | Muži víceboj – jednotlivci                                  |
| Stříbro | Edward Allman-Smith Henry Brown Walter Campbell William Graham Richard Gregg Edward Holmes Robert Kennedy Henry Murphy Walter Peterson Charles Power Frank Robinson                                                                                                | Pozemní hokej        | Turnaj mužů                                                 |
| Stříbro | Eustace Miles | Jeu de paume         |                                                             |
| Stříbro | George Alexander J. Alexander L. Blockey George Buckland Eric Dutton V. G. Gilbey S. N. Hayes F. S. Johnsin Wilfrid Johnson Edward Jones Reginald Martin Gerald Mason G. J. Mason Johnson Parker-Smith Hubert Ramsey Charles Scott H. Shorrocks Norman Whitley     | Lakros               | Muži                                                        |
| Stříbro | Walter Buckmaster Frederick Freake Walter Jones John Wodehouse | Pólo                 | Turnaj mužů                                                 |
| Stříbro | John Hardress Lloyd John Paul McCann Percy O'Reilly Auston Rotheram | Pólo                 | Turnaj mužů                                                 |
| Stříbro | Henry Leaf | Rackets              | Muži dvouhra                                                |
| Stříbro | Cecil Browning Edmund Bury | Rackets              | Muži čtyřhra                                                |
| Stříbro | Alexander McCulloch | Veslování            | Muži skif                                                   |
| Stříbro | George Fairbairn Philip Verdon | Veslování            | Muži dvojka bez kormidelníka                                |
| Stříbro | Harold Barker John Fenning Philip Filleul Gordon Thomson | Veslování            | Muži čtyřka bez kormidelníka                                |
| Stříbro | James Davey L. F. Dean Edward Jackett Richard Jackett E. J. Jones J. T. Jose A. Lawrey C. R. Marshall Barney Solomon Bert Solomon Nicholas Tregurtha John Trevaskis A. Wilcocks Thomas Wedge Arthur Wilson                                                         | Ragby                | Turnaj mužů                                                 |
| Stříbro | John Adam James Baxter William Davidson John Jellico James Kenion Thomas Littledale Charles MacIver Cecil MacIver Charles MacLeod-Robertson John Spence | Jachting             | Třída 12 m                                                  |
| Stříbro | Arthur Fulton John Martin Harcourt Ommundsen William Padgett Philip Richardson Fleetwood Varley | Sportovní střelba    | Družstvo mužů 300 metrů vojenská puška                      |
| Stříbro | Harold Humby | Sportovní střelba    | Muži 50 yardů + 100 yardů puška, stojící cíl                |
| Stříbro | Maurice Matthews | Sportovní střelba    | Muži 25 yardů puška, pohybující se cíl                      |
| Stříbro | Harold Hawkins | Sportovní střelba    | Muži 25 yardů puška, mizející cíl                           |
| Stříbro | Edward Amoore Harold Humby Maurice Matthews William Pimm | Sportovní střelba    | Družstvo mužů small-bore puška                              |
| Stříbro | Ted Ranken | Sportovní střelba    | Muži 100 metrů běžící jelen; 1 střela, jednotlivci          |
| Stříbro | Ted Ranken | Sportovní střelba    | Muži 100 metrů běžící jelen; 2 střela, jednotlivci          |
| Stříbro | William Ellicott William Russell Lane-Joynt Charles Nix Ted Ranken | Sportovní střelba    | Družstvo mužů 100 metrů běžící jelen; 1 střela, jednotlivci |
| Stříbro | Thomas Battersby | Plavání              | Muži 1500 m volný způsob                                    |
| Stříbro | William Robinson | Plavání              | Muži 200 m prsa                                             |
| Stříbro | James Cecil Parke Josiah Ritchie | Tenis                | Mužská čtyřhra                                              |
| Stříbro | George Caridia | Tenis                | Muži dvouhra v hale                                         |
| Stříbro | George Caridia George Simond | Tenis                | Mužská čtyřhra v hale                                       |
| Stříbro | Dora Boothbyová | Tenis                | Ženy dvouhra                                                |
| Stříbro | Alice Greene | Tenis                | Ženská dvouhra v hale                                       |
| Stříbro | James Clarke Thomas Butler Charles Foden William Greggan Alexander Kidd Daniel Lowey Patrick Philbin George Smith Thomas Swindlehurst | Přetahování lanem    | Muži                                                        |
| Stříbro | William Press | Zápas                | Muži volný způsob                                           |
| Stříbro | John Slim | Zápas                | Muži volný způsob                                           |
| Stříbro | William Wood | Zápas                | Muži volný způsob                                           |
| Stříbro | George de Relwyskow | Zápas                | Muži volný způsob                                           |
| Bronz   | Beatrice Hill-Lowe | Lukostřelba          | Ženy National Round (60 - 50 yardů)                         |
| Bronz   | Norman Hallows | Atletika             | Muži běh na 1500 m                                          |
| Bronz   | Jimmy Tremeer | Atletika             | Muži 400 m překážek                                         |
| Bronz   | Edward Spencer | Atletika             | Muži chůze 10 mil                                           |
| Bronz   | William Webb | Box                  | Muži váha bantamová do 52,6 kg                              |
| Bronz   | Hugh Roddin | Box                  | Muži pérová váha do 57,2 kg                                 |
| Bronz   | Harry Johnson | Box                  | Muži lehká váha do 63,5 kg                                  |
| Bronz   | William Philo | Box                  | Muži váha střední do 71,7 kg                                |
| Bronz   | Frederick Parks | Box                  | Muži váha těžká nad 71,7 kg                                 |
| Bronz   | Charles Brooks Walter Isaacs | Cyklistika           | Muži tandem                                                 |
| Bronz   | Geoffrey Hall-Say | Krasobruslení        | Muži speciální figury                                       |
| Bronz   | Dorothy Greenhough-Smithová | Krasobruslení        | Ženy jednotlivkyně                                          |
| Bronz   | Edgar Syers Madge Syersová | Krasobruslení        | Sportovní dvojice                                           |
| Bronz   | Alexander Burt John Burt Alastair Denniston Charles Foulkes Hew Fraser James Harper-Orr Ivan Laing Hugh Neilson William Orchardson Norman Stevenson Hugh Walker | Pozemní hokej        | Turnaj mužů                                                 |
| Bronz   | Frank Connah Llewellyn Evans Arthur Law Robert Lyne Wilfred Pallott Frederick Phillips Edwin Richards Charles Shepherd Bertrand Turnbull Philip Turnbull James Williams                                                                                            | Pozemní hokej        | Turnaj mužů                                                 |
| Bronz   | Neville Bulwer-Lytton | Jeu de paume         |                                                             |
| Bronz   | John Jacob Astor | Rackets              | Muži dvouhra                                                |
| Bronz   | Henry Brougham | Rackets              | Muži dvouhra                                                |
| Bronz   | Evan Noel Henry Leaf | Rackets              | Muži čtyřhra                                                |
| Bronz   | Harry Blackstaffe | Veslování            | Muži skif                                                   |
| Bronz   | Richard Boyle John Burn Oswald Carver Henry Goldsmith Frank Jerwood Harold Kitching Eric Powell Douglas Stuart Edward Gordon Williams | Veslování            | Muži osmiveslice                                            |
| Bronz   | Alfred Hughes Frederick Hughes Philip Hunloke George Ratsey William Dudley Ward | Jachting             | Třída 8 m                                                   |
| Bronz   | Maurice Blood | Sportovní střelba    | Muži 1000 yardů puška                                       |
| Bronz   | George Barnes | Sportovní střelba    | Muži 50 yardů + 100 yardů puška, stojící cíl                |
| Bronz   | William Marsden | Sportovní střelba    | Muži 25 yardů puška, pohybující se cíl                      |
| Bronz   | Edward Amoore | Sportovní střelba    | Muži 25 yardů puška, mizející cíl                           |
| Bronz   | Alexander Rogers | Sportovní střelba    | Muži 100 metrů běžící jelen; 1 střela, jednotlivci          |
| Bronz   | Geoffrey Coles William Ellicott Henry Lynch-Staunton Jesse Wallingford | Sportovní střelba    | Družstvo mužů pistole                                       |
| Bronz   | Alexander Maunder | Sportovní střelba    | Muži trap                                                   |
| Bronz   | John Butt Harold Creasey Richard Hutton William Morris Gerald Skinner George Whitaker | Sportovní střelba    | Družstvo mužů trap                                          |
| Bronz   | Herbert Haresnape | Plavání              | Muži 100 m znak                                             |
| Bronz   | Wilberforce Eaves | Tenis                | Muži dvouhra                                                |
| Bronz   | Clement Cazalet Charles P. Dixon | Tenis                | Muži čtyřhra                                                |
| Bronz   | Ruth Winch | Tenis                | Ženy dvouhra                                                |
| Bronz   | Josiah Ritchie | Tenis                | Muži dvouhra v hale                                         |
| Bronz   | Walter Chaffe Joseph Dowler Ernest Ebbage Thomas Homewood Alexander Munro William Slade Walter Tammas T. J. Williams James Woodget | Přetahování lanem    | Muži                                                        |
| Bronz   | William McKie | Zápas                | Muži volný způsob                                           |
| Bronz   | Albert Gingell | Zápas                | Muži volný způsob                                           |
| Bronz   | Frederick Beck | Zápas                | Muži volný způsob                                           |
| Bronz   | Edward Barrett | Zápas                | Muži volný způsob                                           |